# Каллиник (ритор)
Каллиник — афинский ритор, софист, при императоре Галлиене (259—268).
Родился в Сирии в 254 году.
Написал много разнородных сочинений, включая труд о риторике и философские работы, из которых сохранился лишь отрывок панегирика Риму: «Έκ τών είς τά πάτρια Ρώμης». Панегирик опубликован Аллацием в 1641 году в Риме.
Каллиник был известен как соперник знаменитого софиста и ритора Генетлия из Петры.